# ナシオ
株式会社ナシオ（英称: NASIO Corporation）は、北海道札幌市西区に本社を置く菓子の卸売企業。

## 概要
1911年に北見市で創業され、後に札幌へ移転。長らく北海道の地場卸として活動していたが、物流業務から自社開発システムによる小売販売サポート業務にシフトして売り上げを伸ばし、近年営業地域を全国に拡大している。

## 沿革
- 1911年 - 名塩良造が北見市にて雑貨店を開業
- 1914年 - 菓子問屋として名塩商店を開業
- 1942年 - 一時廃業
- 1950年 - 北見市にて株式会社名塩商店設立
- 1967年 - 名塩良一郎が第3代社長に就任
- 1970年 - 株式会社ナシオ設立（名塩商店からの分離）
- 1976年 - オリジナル商品の開発・発売開始
- 1998年 - 平公夫が第4代社長に就任
- 2000年 - 東北支店を開設
- 2003年 - 関西支店を開設
- 2007年 - 首都圏本部、中四国支店、九州支店を開設
- 2008年 - 中部東海支店を開設

## 事業所
- 本社 - 北海道札幌市西区八軒9条西10丁目448番地9
- 首都圏本部 - 東京都港区芝1丁目5番11号 芝L'sビル6階・7階
- 関西支店 - 大阪府吹田市江坂町2丁目1番43号　KYUHO江坂ビル6階
- 中部東海支店 - 愛知県名古屋市中区錦1丁目7番32号　名古屋SIビル2階
- 東北支店 - 宮城県仙台市宮城野区榴岡4丁目5番22号　宮城野センタービル8階
- 中四国支店 - 広島県広島市南区稲荷町1番1号　ロイヤルタワー4階
- 九州支店 - 福岡県福岡市博多区博多駅南1丁目3-1　日本生命博多南ビル3階